# Свояшки
Свояшки (біл. Сваяшкі) — село в Білорусі, у Барановицькому районі Берестейської області. Орган місцевого самоврядування — Ліснянська сільська рада.

## Населення
За переписом населення Білорусі 2009 року чисельність населення села становило 4 особи.